# Release Therapy
Release Therapy — шостий студійний альбом американського репера Лудакріса, випущений 26 вересня 2006 року на лейблах Disturbing tha Peace і Def Jam South. Продюсерами альбому стали The Neptunes, The Trak Starz, Dre & Vidal, DJ Toomp, The Runners і Polow da Don, а серед гостей: Young Jeezy, Field Mob, Beanie Sigel, Pimp C, C-Murder та R&B-співаки Pharrell, Mary J. Blige, R. Kelly та Bobby Valentino.
Альбом породив три сингли: «Money Maker», «Grew Up a Screw Up» і «Runaway Love». Release Therapy отримав премію «Греммі» за найкращий реп-альбом, а її головний сингл «Money Maker» отримав нагороду за найкращу реп-пісню на 49-й щорічній церемонії вручення премії «Греммі» у 2007 році.

## Прийом критиків
Release Therapy загалом неоднозначно сприйняли критики, які не були впевнені в дослідженні Ludacris більш серйозного змісту, оскільки попередні роботи були більш безтурботними та наповненими вечірками. На відміну від попередніх альбомів, випущених Луадкрісом, Release Therapy має більш зрілий і серйозний підхід до музики (наприклад, 3-й сингл «Runaway Love» є першою спробою Лудакріса в соціально зосередженій музиці). Це також найпохмуріший альбом Лудакріса на сьогодні, як за настроєм, так і за тематикою. Інший підхід Лудакріса до Release Therapy змусив багатьох слухачів і шанувальників обговорювати, чи є альбом найкращим чи найгіршим для Лудакріса.

## Комерційний успіх
Альбом дебютував на першому місці в чарті Billboard 200, продавши понад 309 000 копій за перший тиждень, що зробило його третім альбомом номер один Лудакріса поспіль. На сьогоднішній день альбом розійшовся тиражем близько 1,3 млн копій.

## Список композицій
| #     | Назва                                                       | Продюсер(и)    | Тривалість |
| ----- | ----------------------------------------------------------- | -------------- | ---------- |
| 1.    | «Warning» (Intro)                                           | Vudu           | 2:30       |
| 2.    | «Grew Up a Screw Up» (за участю Young Jeezy)                | DJ Nasty & LVM | 3:59       |
| 3.    | «Money Maker» (за участю Pharrell)                          | The Neptunes   | 3:50       |
| 4.    | «Girls Gone Wild»                                           | The Neptunes   | 3:36       |
| 5.    | «Ultimate Satisfaction» (за участю Field Mob)               | Rich Skillz    | 4:20       |
| 6.    | «Mouths to Feed»                                            | DJ Toomp       | 4:18       |
| 7.    | «End of the Night» (за участю Bobby Valentino)              | Happy Perez    | 4:37       |
| 8.    | «Woozy» (за участю R. Kelly)                                | Ken Jo         | 5:18       |
| 9.    | «Tell It Like It Is»                                        | Omen           | 3:56       |
| 10.   | «War with God»                                              | Dre & Vidal    | 4:30       |
| 11.   | «Do Your Time» (за участю Beanie Sigel, Pimp C та C-Murder) | The Trak Starz | 5:15       |
| 12.   | «Slap»                                                      | The Runners    | 4:40       |
| 13.   | «Runaway Love» (за участю Mary J. Blige)                    | Polow da Don   | 4:40       |
| 14.   | «Freedom of Preach» (за участю Bishop Eddie Long)           | Mr. Jonz       | 7:07       |
| 62:38 |                                                             |                |            |

## Чарт

### Щотижневі чарти
| Чарт (2006)                           | Найвища позиція |
| ------------------------------------- | --------------- |
| Australian Albums (ARIA)              | 93              |
| Canadian Albums (Nielsen SoundScan)   | 11              |
| Swiss Albums (Schweizer Hitparade)    | 57              |
| UK Albums (Official Charts Company)   | 69              |
| US Billboard 200                      | 1               |
| US Top R&B/Hip-Hop Albums (Billboard) | 2               |
| US Top Rap Albums (Billboard)         | 1               |

### Річні чарти
| Чарт (2006)               | Позиція |
| ------------------------- | ------- |
| US Billboard 200          | 81      |
| US Top R&B/Hip-Hop Albums | 20      |
| Чарт (2007)               | Позиція |
| US Billboard 200          | 102     |
| US Top R&B/Hip-Hop Albums | 41      |

## Сертифікації
| Регіон                                             | Сертифікація | Продажі    |
| -------------------------------------------------- | ------------ | ---------- |
| США (RIAA)                                         | Платиновий   | 1 000 000^ |
| ^відвантаження, що базуються лише на сертифікаціях |              |            |